# Jonathan Crombie
Jonathan Crombie (født 12. oktober 1966, død 15. april 2015) var en canadisk skuespiller. Han var kendt for at spille Gilbert Blythe i Anne fra Grønnebakken fra 1985.
Hans familie annoncerede den 18. april 2015, at han døde den 15. april 2015 af en hjerneblødning i New York City. Hans organer blev doneret til organdonation.